# Lippmannova–Schwingerova rovnice
Lippmannova-Schwingerova rovnice je kvantově mechanická rovnice hojně užívaná v teorii rozptylu. Jedná se o integrální rovnici, která je často řešena iterační metodou což vede na Bornovu řadu.
V případě jednokanálového rozptylu má nezávisle na reprezentaci Lippmann-Swingerova rovnice tvar
{\displaystyle |\psi _{\rm {p}}^{\pm }\rangle =|{\rm {{p}\rangle +{\hat {G}}_{0}^{\pm }(E){\hat {H}}_{I}|\psi _{\rm {p}}^{\pm }\rangle }}},
kde {\displaystyle |\psi _{\rm {p}}^{\pm }\rangle } označuje retardované a advancované řešení rovnice, {\displaystyle {\hat {H}}_{I}} interační hamiltonián a {\displaystyle {\hat {G}}_{0}^{\pm }(E)} retardovaný, resp. avansovaný, Greenův operátor bezčasové Schrödingerovy rovnice pro volnou částici. Můžeme jej vyjádřit takto
{\displaystyle {\hat {G}}_{0}^{\pm }(E)={\frac {1}{E-{\hat {H}}_{0}\pm i\varepsilon }}}.
Řešení Lippmann-Swingerovy rovnice vyhovují nečasové (stacionární) Schrödingerově rovnici, tedy platí:
{\displaystyle {\hat {H}}|\psi _{\rm {p}}^{\pm }\rangle =E|\psi ^{\pm }\rangle }
Platí dokonce normovací podmínka
{\displaystyle \langle \psi _{\rm {p}}^{\pm }|\psi _{\rm {p'}}^{\pm }\rangle =\delta ({\rm {{p}-{\rm {{p'})}}}}}.
Přitom pro celkový hamiltonián {\displaystyle H} platí
{\displaystyle {\hat {H}}={\hat {H}}_{0}+{\hat {H}}_{I}},
kde {\displaystyle H_{0}} je hamiltonián volné částice, tedy nerelativisticky
{\displaystyle {\hat {H}}_{0}={\frac {{\hat {\rm {p}}}^{2}}{2m}}}.
Platí také {\displaystyle E={\frac {p^{2}}{2m}}}, protože se energie částice zachovává a dlouho před rozptylem odpovídá energii volné částice.
Poznamenejme, že retardované řešení popisuje rozptylující se částici, která na rozptylové centrum nalétává jako rovinná vlna
{\displaystyle |{\rm {{p}\rangle }}} a advancované naopak řešení s převráceným během času, jako rovinná vlna vylétá.
V třírozměrném prostoru je Greenův operátor {\displaystyle {\hat {G}}_{0}^{\pm }(E)} v x-reprezentaci dán výrazem
{\displaystyle G_{0}^{\pm }(E)({\rm {{x},{\rm {{x'})=\langle {\rm {{x}|{\hat {G}}_{0}^{\pm }(E)|{\rm {{x'}\rangle =-{\frac {2m}{\hbar ^{2}}}{\frac {1}{4\pi }}{\frac {\exp(\pm ik|{\rm {{x}-{\rm {{x'}|)}}}}}{|{\rm {{x}-{\rm {{x'}|}}}}}}}}}}}}}}}
Lippmann-Schwingerova rovnice má pak v x-reprezentaci tvar
{\displaystyle \psi _{\rm {p}}^{+}({\rm {{x})={\frac {1}{(2\pi \hbar )^{\frac {3}{2}}}}e^{i{\rm {{p}\cdot {\rm {x}}}}}-{\frac {2m}{\hbar ^{2}}}{\frac {1}{4\pi }}\int d^{3}x'{\frac {\exp(ik|{\rm {{x}-{\rm {{x'}|)}}}}}{|{\rm {{x}-{\rm {{x'}|}}}}}}V({\rm {{x'})\psi _{\rm {p}}^{+}({\rm {{x'})}}}}}}},
kde
{\displaystyle \psi _{\rm {p}}^{+}({\rm {{x})=\langle {\rm {{x}|\psi _{\rm {p}}^{+}\rangle }}}}}
a
{\displaystyle {\rm {{k}={\frac {1}{\hbar }}{\rm {p}}}}}.
Z vyjádření v x-reprezentaci je zřejmé, že jde v tomto případě o integrální rovnici.

## Metody řešení
Z matematického pohledu je Lippmannova-Schwingerova v souřadnicové reprezentaci integrální rovnicí Fredholmova typu. Lze ji řešit pomocí diskretizace integrálu, což ji převede na soustavu lineárních rovnic.
Další možností je využít ekvivalence Lippman-Schwingerovy rovnice se Schrödingerovou rovnicí a řešit místo integrální tuto diferenciální rovnici se správnou okrajovou podnínkou. V případě sféricky symetrického potenciálu {\displaystyle V} se rovnice většinou řeší metodou parciálních vln. Pro vysoké srážkové energie nebo slabé potenciály lze rovnici řešit poruchovým rozvojem (Bornova řada). Zobecnění Lippman Schwingerovy rovnice pro mnohočásticové srážky, například v jaderné či molekulové fyzice se obvykle řeší pomocí metody R-matice navržené Wignerem a Eisenbudem. Další třída metod vychází ze separabilního rozkladu potenciálu nebo Greenova operátoru jako je metoda řetězových zlomků Horáčka a Sasakawy. Důležitá třída metod je založena na variačních principech, například ze Schwingerova variačního principu vychází Schwinger-Lanczosova metoda, která kombinuje variační princip Juliana Schwingera a Lanczosův algoritmus.